# 1994년 4월
| 1994년: 1월 · 2월 · 3월 · 4월 · 5월 · 6월 · 7월 · 8월 · 9월 · 10월 · 11월 · 12월 |

| <          | 1994년 4월  | 1994년 4월 | 1994년 4월 | 1994년 4월 | 1994년 4월  | >          |
| 일         | 월          | 화         | 수         | 목         | 금          | 토         |
|            |             |            |            |            | 1 2.21 정사 | 2 22 무오  |
| 3 23 기미  | 4 24 경신   | 5 25 신유  | 6 26 임술  | 7 27 계해  | 8 28 갑자   | 9 29 을축  |
| 10 30 병인 | 11 3.1 정묘 | 12 2 무진  | 13 3 기사  | 14 4 경오  | 15 5 신미   | 16 6 임신  |
| 17 7 계유  | 18 8 갑술   | 19 9 을해  | 20 10 병자 | 21 11 정축 | 22 12 무인  | 23 13 기묘 |
| 24 14 경진 | 25 15 신사  | 26 16 임오 | 27 17 계미 | 28 18 갑신 | 29 19 을유  | 30 20 병술 |

| 편집하기 |

## 1994년4월 30일
- 북한의 여만철과 그 가족 5명이 대한민국으로 귀순하다.

## 1994년4월 1일
- 과천선 전 구간이 완전개통하다.